# Phil Campbell
Philip Anthony Campbell (Pontypridd, 7 de maio de 1961). É um guitarrista galês.
Phil Campbell é um guitarrista nascido no País de Gales mais conhecido por ter integrado a banda Motörhead, fez parte da banda desde 1984 permanecendo até a morte do vocalista Lemmy e consequentemente encerramento das atividades da banda.

## Carreira

### Adolescência
Phil começou a tocar guitarra aos 10 anos, inspirado por guitarristas como Jimi Hendrix, Tony Iommi, Jimmy Page, Jan Akkerman, Michael Schenker e Todd Rundgren. Aos 12 anos, Phil pegou um autógrafo de Lemmy em um show do Hawkwind. Quando tinha 13 anos tocava como semi-profissional em uma banda de cabaré chamada Contrast. Mais tarde tocou com uma banda de pub-rock chamada Roktopus em apresentações pelo sul do País de Gales. Comprou sua primeira Les Paul em 1978 em uma promoção de primeiro dia do ano em uma loja de guitarras em Londres. seguindo o destino de muitas de suas guitarras, ela foi roubada.
Em 1979 ele formou a banda de heavy metal Persian Risk, tocando nos singles 7" "Calling For You"(1981) e "Ridin' High" (1983). Algumas coletâneas da banda foram lançadas contendo essas gravações.

### Motörhead
Em 1984, seguindo a saída de Brian Robertson da banda, Lemmy fez audições para um novo guitarrista, eliminou todos os candidatos menos Michael "Wurzel" Burston e Phil Campbell. Lemmy havia planejado contratar somente um guitarrista, mas ao ouvir os dois tocarem juntos, contratou ambos. Desde então, a banda trocou de formação inúmeras vezes, chegando inclusive a acontecer uma saída de Phil da banda, que retornou pouco tempo depois e continuou na formação até a morte de Lemmy.